# 또 하나의 약속
"또 하나의 약속"은 2014년 개봉한 대한민국의 영화이다. 실제 사건을 소재로 한 작품이다. 삼성전자 반도체 사업장에서 근무하는 노동자들의 백혈병 발병과 관련하여 삼성전자가 미온적으로 대처하는 것에 대해 대중문화를 통해 문제삼은 의의가 있다.
세계적 기업인 삼성전자의 치부를 드러내는 작품이기에 제작 금액을 모으기 위해 제작 두레 방식을 택해야 했고 1만 명이 참여하여 제작되었다. 제18회 부산국제영화제에 초청되어 관객들의 많은 호응으로 전회 매진을 이루었다.

## 개요
이 영화의 모티브를 제공한 인물은 황유미로, 황유미는 삼성전자 반도체 사업장인 용인 기흥 공장에서 근무하다 백혈병에 걸려 투병하게 되었다. 이후 황유미는 아버지 황상기가 모는 택시 뒷자리에 앉은 채 2007년 사망하게 된다. 황상기는 삼성전자를 대상으로 산업재해 인정 법적 투쟁을 벌였다. 영화는 이런 투쟁 과정을 극화시켰다.
영화는 1심 판결 선고 부분에서 끝을 맺었으나, 영화 개봉시에는 1심 판결에 대한 항소가 있었기 때문에, 영화 끄트머리에 1심 판결 선고 이후부터 영화 개봉시까지의 항소 사실을 포함한 그 이후 진행 상황을 언급하는 부분이 삽입되었다. 이 영화의 배경이 된 재판은 2심에서 근로복지공단이 대법원 상고를 포기하게 되면서 2심에서 마무리되었고 실제 황유미는 산업재해 피해자임을 최종적으로 확정받았다.

## 캐스팅
- 박철민 : 한상구 역
- 윤유선 : 윤정임 역
- 김규리 : 유난주 역
- 박희정 : 한윤미 역
- 유세형 : 한윤석 역
- 이경영 : 교익 역
- 정영기 : 채도영 역
- 김영재 : 이 실장 역
- 정진영 : 판사 역
- 김창회 : 김종대 역
- 박혁권 : 박정혁 역
- 오대환 : 고 기자 역
- 임종윤 : 진성 부사장 역 (특별출연)
- 맹봉학 : 원무과장 역 (특별출연)
- 노종면 : 뉴스앵커 역 (특별출연)
- 신현탁 : 경찰 1 역 (특별출연)

## 같이 보기
- 삼성전자